# Institut international d'études des civilisations nomades
L'Institut international d'études des civilisations nomades est un organisme créé par l'UNESCO en 1998, qui a pour buts de :
- préserver le patrimoine culturel et historique des nomades ;
- moderniser et améliorer le mode de vie des nomades.

Son siège est situé à Oulan-Bator, capitale de la Mongolie.